# Dean Kamen

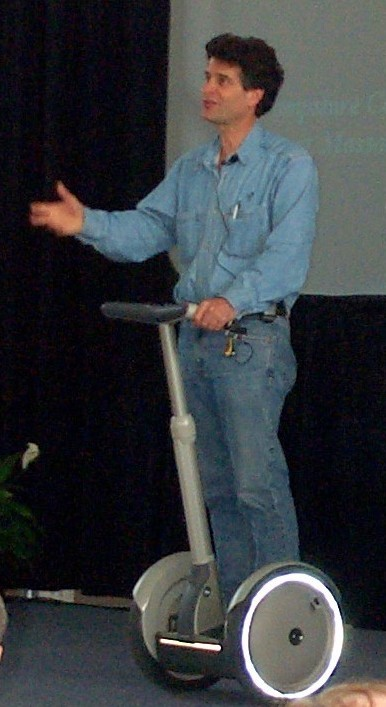
Dean Kamen op de Segway

Dean L. Kamen (Rockville (New York), 5 april 1951) is een Amerikaans ondernemer en uitvinder.
Hij studeerde aan het Worcester Polytechnic Institute in Worcester (Massachusetts), maar maakte zijn studie niet af. Zijn vader is Jack Kamen, een illustrator van de stripboeken "Weird Science" en andere EC Stripverhalen.
Kamen werd het meest bekend als de uitvinder van de Segway. Ook stichtte hij FIRST, een programma dat ieder jaar een robotcompetitie voor scholieren organiseert. 